# Aucklandente
Die Aucklandente (Anas aucklandica) ist ein flugunfähiger Entenvogel, der zu den Schwimmenten gerechnet wird. Es handelt sich bei dieser Ente um eine endemische Art der subantarktischen Aucklandinseln. Die Aucklandente ist eine sehr kleine Entenart mit auffällig kurzen Flügeln. Die IUCN stuft die Art als „gefährdet“ (vulnerable) ein und schätzt den Bestand auf 600 bis 2.000 geschlechtsreife Vögel.

## Erscheinungsbild

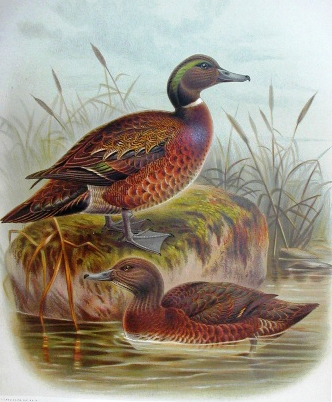
Aucklandente (vorne rechts), hinten links eine Neuseelandente

Die Aucklandente ist eine kleine, dunkelbraune und flugunfähige Entenart. Die Männchen wiegen durchschnittlich 551 Gramm. Weibchen wiegen während der Fortpflanzungszeit im Durchschnitt 480 Gramm, nicht brütende Weibchen dagegen durchschnittlich 410 Gramm.
Die Aucklandente weist einen Geschlechtsdimorphismus auf. Die Männchen ähneln in ihrem Prachtkleid den Neuseelandenten, sind aber insgesamt etwas dunkler. Kopf und Hals sind dunkelbraun. Die Nackenfedern schimmern dabei leicht grünlich. Auffällig ist der weiße Augenring. Das Körpergefieder ist dunkelbraun. Die Flankenfedern weisen eine hellbraune Querstreifung auf. Das Brustgefieder ist dunkel kastanienbraun. Die Unterschwanzdecke ist schwarz. Die Federn sind an ihrer Basis jedoch schmutzig weiß. Der Flügelspiegel ist grün glänzend mit einem weißen Saum. Der Schnabel, die Beine und die Füße sind dunkelgrau. Die Augen sind dunkelbraun. Im Ruhekleid fehlt dem Kopfgefieder der grünliche Schimmer. Das Brustgefieder ist dann von einem matten Kastanienbraun. Die Flankenfedern weisen keine Streifung auf. 
Die Weibchen sind einheitlich dunkelbraun, lediglich die Körperunterseite ist etwas heller. Auch bei ihnen ist der weiße Augenring sehr auffällig. Jungenten gleichen den Weibchen.

## Verbreitung und Bestand
Die Aucklandente kommt ausschließlich auf den Aucklandinseln vor. Diese Inseln liegen etwa 465 km südlich der Südinsel Neuseelands zwischen 50° 30′ und 50° 60′ südlicher Breite sowie 165° 50′ und 166° 20′ östlicher Länge. Die Gesamtfläche der Inselgruppe beträgt 606 km². Davon entfallen 510 km² auf die Hauptinsel Auckland Island. Zweitgrößte Insel der Gruppe ist die südlich der Hauptinsel gelegene Adams Island. Die Inseln sind heute unbewohnt. 
Ursprünglich war die Aucklandente auf allen Inseln dieses Archipels zu finden. Auf der Hauptinsel Auckland Island fehlt sie heute, nachdem sie dort durch vom Menschen eingeschleppte Säugetiere ausgerottet wurde. Der Bestand wird auf etwas mehr als 1500 Enten geschätzt. Zählungen der Vögel sind schwierig, da sie sich in der dichten Vegetation gut verstecken können. Hartmut Kolbe gibt beispielsweise für das Jahr 1990 nur noch 260 bis 300 Enten an. Tatsächlich dürfte der Bestand jedoch zu diesem Zeitpunkt unterschätzt gewesen sein.
Die Population gilt als stabil. Die Verbreitung auf sechs Inseln des Archipels verringert das Risiko, dass diese Entenart auf Grund einer Naturkatastrophe oder einer stark negativen Beeinflussung, wie etwa einem Tankerunglück vor der Küste, ausstirbt. Die heute besiedelten Inseln des Archipels haben ihr Bestandslimit an Aucklandenten erreicht. Die Hauptinsel Auckland Island soll in den kommenden Jahren von den eingeführten Säugern – Schweine und Katzen – befreit werden. Damit wäre es möglich, dass die Aucklandente auch wieder diese Insel besiedelt.

## Lebensraum und Nahrungsweise
Die Aucklandente hält sich bevorzugt im mit Rispengräsern bestandenen Küstengebiet auf. Dabei präferiert sie bodenfeuchte Stellen, an denen auch Seggen wachsen. Sie kommt jedoch auch in Eisenholz-Wäldern entlang von Flüssen vor. Auf der Ewing Island leben einige Brutpaare auch in Olearia-Wäldern. 
Die Aucklandente ist überwiegend dämmerungs- und nachtaktiv. Tagsüber sucht sie Schutz in dichter Vegetation, in Erdbauen anderer Vogelarten oder in Felsspalten. Sie ernährt sich überwiegend von Tieren wie kleinen Meereswirbellosen, Flohkrebsen, Insektenlarven und kleinen Mollusken. Die Bildung von kleinen Trupps kommt nur sehr selten vor und ist nur an der Küstenlinie zu beobachten, wo die Enten im angespülten Kelp überreichlich Nahrung finden. 

## Fortpflanzung
Eine soziale Balz ist bei der Aucklandente bislang nicht beobachtet worden und kommt wahrscheinlich nicht vor. Während der Fortpflanzungszeit sind die Enten ausgeprägt aggressiv. Dazu zählt ein Drohen mit geöffnetem Schnabel und Angriffe auf andere Vögel. Nur Paare, die erfolgreich ein Revier besetzt haben und dieses auch verteidigen können, kommen zur Brut. Die Reviergröße beträgt auf Ewing Island 1000 bis 3700 Quadratmeter auf Grasland und 200 bis 550 Quadratmeter für Reviere, zu deren Gebiet auch ein Stück Küstenlinie gehört. 
Die Eiablage beginnt im späten Oktober. Da Küken auch noch im März und April beobachtet werden können, ziehen Aucklandenten offenbar ein Ersatzgelege groß, wenn das erste Gelege nicht erfolgreich bebrütet werden kann. Das Nest wird am Boden unter dichter Vegetation errichtet. Die Mulde wird mit Pflanzen der Umgebung sowie Daunen ausgelegt. Nistplätze werden dabei wieder benutzt. Die Eier sind blassbraun und größer als die der Neuseelandente oder der Campbellente. 
Es brütet allein das Weibchen. Das Männchen hält sich jedoch in der Nähe auf und begleitet die Partnerin während der Brutpausen. Die Inkubationszeit beträgt 30 bis 35 Tage. Beide Elternvögel führen und verteidigen die Küken. Diese haben nach etwa sechzig bis siebzig Tagen das Gewicht und die Größe der Elternvögel erreicht. Die Mortalitätsrate der Küken ist sehr hoch: Von den durchschnittlich 3,4 Küken, die pro Gelege schlüpfen, erreichen nur etwa 14 Prozent ein Lebensalter von 70 Tagen. Bei 66 Prozent der Brutpaare überlebt keines der geschlüpften Küken.

## Haltung in menschlicher Obhut
Der europäische Ersthalter war der Zoo in London, der bereits 1895 eine Aucklandente erwarb. Der britische Wildfowl Trust kaufte 1955 drei Enten, die jedoch alle in der Eingewöhnungsphase starben. Umfangreichere Zuchtprogramme für diese Enten liefen seit 1984, sie wurden jedoch nach einiger Zeit zugunsten der Campbellente aufgegeben, da der Bestand an Aucklandenten als ausreichend angesehen wurde.